# Himanshi Khurana
Himanshi Khurana (Kiratpur Sahib, Pandzsáb, India, 1991. november 27. –) indiai modell és színésznő. Színészként a pandzsábi Sadda Haq c. filmmel szerzett hírnevet. 2019-ben versenyzőként vett részt a Bigg Boss 13 valóságshow-ban.

## Korai évek
Anyját, Suneet Kaurt erős motivációs tényezőnek tartja az életében.

## Karrier
Khurana modell karrierjét 16 éves korában kezdte, amikor is elnyerte a Miss Ludhiana címet. Miss PTC Punjabi 2010 egyik döntőse. Ugyanebben az évben megnyerte a Chandigarhban megrendezett Miss North Zone versenyt is.
2010-ben debütált a pandzsábi zeneiparban a "Jodi - Big Day Party" c. dallal (Panjabi MC és Kuldeep Manak). Később, 2012-ben szerepelt a (Fozli Bateray) (Feroz Khan) és Izhaar (Harjot) zenei videóiban . 2013-ban Khuranát láthattuk Sochban (Hardy Sandhu) és a Sadda Haq filmjében. A 2015-ös év nagyon sikeresnek bizonyult számára, ugyanis számos énekesnővel dolgozhatott együtt, többek között Jassi Gill, Badshah-al, J Star-ral, Ninjaval, Mankirt Aulakh-kal és másokkal. 2016 márciusában szerepelt Sukh-E (Muzical Doctorz) mellett a Szomorú dalban. 2018-ban Khurana énekesként debütált a High Standard dallal. 
Khurana színészként a Sadda Haq c. filmmel debütált a pandzsábi moziban, amely segített neki a hírnév elérésében. Bár az első bollywoodi filmje Jeet Lengey Jahaan volt (2012). Ezután vezető szerepet kapott egy másik pandzsábi filmben, a Leather Life-ban (Aman Dhaliwal, mint férfi főszereplő). A 2015-ös 2 Bol című Punjabi nyelvű filmben szintén főszerepet játszhatott.  Később hat dél-indiai filmben is szerepelt - 2 Kannada, 2 Tamil, 1 Telugu, 1 Malayalam.
2019 novemberétől kezdve Khurana a Big Brother, Bigg Boss valóságshow indiai verziójának tizenharmadik szezonjában szereplő hírességek versenyzője.

## Filmográfia

### Filmek
| Év   | Film               | karakter                                        |
| ---- | ------------------ | ----------------------------------------------- |
| 2012 | Jeet Jangey Jahaan | -                                               |
| 2013 | Sadda Haq          | Sukhpreet                                       |
| 2015 | Bőr élet           | Siffat                                          |
| 2015 | 2 bol              | -                                               |
| 2018 | Afsar              | Különleges megjelenés az "Udhaar Chalda" dalban |

### Televízió
| Év           | Cím          | Szerep | Csatorna  | Megjegyzések                        |
| ------------ | ------------ | ------ | --------- | ----------------------------------- |
| 2019 - jelen | Bigg Boss 13 | Önmaga | Színek TV | A versenyző, a 35. napon jelent meg |

| Year | Song                  | Singer                          |
| ---- | --------------------- | ------------------------------- |
| 2010 | Jodi - Big Day Party  | Kuldeep Manak, Panjabi MC       |
| 2012 | Supna                 | Manna Dhillon                   |
| 2012 | Fasli Batteray        | Feroz Khan                      |
| 2012 | Izhaar                | Harjot                          |
| 2012 | Naina De Buhe         | Lakhwinder Wadali               |
| 2013 | Soch                  | Hardy Sandhu                    |
| 2014 | Back to Bhangra       | Roshan Prince, Sachin Ahuja     |
| 2014 | Insomnia              | Sippy Gill                      |
| 2015 | Laden                 | Jassi Gill                      |
| 2015 | Na Na Na              | J-Star                          |
| 2015 | Thokda Reha           | Ninja                           |
| 2015 | Bingo Mad Angles Song | Badshah, A-Kay, Maninder Buttar |
| 2015 | Go Baby Go            | Ronnie                          |
| 2015 | Gal Jattan Wali       | Ninja                           |
| 2015 | Gabru 2               | J-Star                          |
| 2015 | Charda Siyaal         | Mankirt Aulakh                  |
| 2015 | Soorma                | Harjot                          |
| 2016 | Gallan Mithiyan       | Mankirt Aulakh                  |
| 2016 | Sad Song              | Sukhe                           |
| 2016 | Be Mine               | Amar Sajaalpuriya               |
| 2016 | Jetha Putt            | Goldy Desi Crew                 |
| 2016 | Teri Call             | Harsimran                       |
| 2016 | Brake Fail            | Harnav Brar Feat Sukh-e         |
| 2016 | Bhabhi                | Major                           |
| 2017 | Athra subha           | Ninja                           |
| 2017 | Mann Bharya           | B Praak                         |
| 2017 | Saade Munde Da Viah   | Dilpreet Dhillon & Goldy        |
| 2017 | Palazzo               | Kulwinder Billa & Shivjot       |
| 2017 | Door                  | Kanwar Chahal                   |
| 2017 | Black n White         | Gurnazar                        |
| 2017 | Peg Di Waashna        | Amrit Maan                      |
| 2018 | Ajj Vi Chauni aa      | Ninja                           |
| 2018 | High Standard         | Himanshi Khurana                |
| 2018 | Handsome Jatta        | Jordan Sandhu                   |
| 2018 | Digde Athru           | Jaskaran Riar                   |
| 2018 | Collar Bone           | Amrit Maan                      |
| 2018 | Udhaar Chalda         | Gurnam Bhullar & Nimrat Khaira  |
| 2019 | I Like it             | Himanshi Khurana                |
| 2019 | Gabru Nu Tarsengi     | Jordan Sandhu                   |
| 2019 | Bloodline             | Sippy Gill                      |

## Díjak és kitüntetések
- Miss Ludhiana - a Nritiya Akadémia szervezője.[3]
- Miss North Zone 2010 - Chandigarhban szervezik.

## Fordítás
Ez a szócikk részben vagy egészben  a   Himanshi Khurana című angol Wikipédia-szócikk ezen változatának fordításán alapul.  Az eredeti cikk szerkesztőit annak laptörténete sorolja fel. Ez a jelzés csupán a megfogalmazás eredetét és a szerzői jogokat jelzi, nem szolgál a cikkben szereplő információk forrásmegjelöléseként.